# Белл, Вилли
Уи́льям Джо́н Бе́лл (англ. William John Bell; 3 сентября 1937, Джонстон, Ренфрушир — 21 марта 2023) — шотландский футболист и тренер, играл на позиции защитника.

## Биография

### Игровая карьера
Белл начинал карьеру в клубе «Куинз Парк Рейнджерс», за который отыграл два сезона.
Затем он перешёл в клуб из второго дивизиона «Лидс Юнайтед», где стал одним из основных игроков. В 1964 году «белые» вышли в Первый дивизион и два раза подряд в 1965 и 1966 годах завоевали серебро по итогам сезона. Всего за эту команду в разных лигах он сыграл 204 матча, а также принимал участие в еврокубковых турнирах.
Покинув «Лидс», Белл играл за «Лестер Сити» (1967—1969) и «Брайтон» (1969—1970), который стал для него последним клубом в карьере.
За сборную Шотландии сыграл 2 матча.

### Тренерская карьера
Работал главным тренером команд «Бирмингем Сити» (1975—1977) и «Линкольн Сити» (1977—1978) и студенческой футбольной команды «Либерти Флеймз» (1979—2001).

### Смерть
Скончался 21 марта 2023 года в возрасте 85 лет от инсульта.